# Charaxes feisthameli
Charaxes feisthameli är en fjärilsart som beskrevs av Le Cerf 1923. Charaxes feisthameli ingår i släktet Charaxes och familjen praktfjärilar. Inga underarter finns listade i Catalogue of Life.